# 普羅相卡 (庫皮揚斯克區)
49°53′37″N 37°21′37″E / 49.89361°N 37.36028°E
普羅相卡（烏克蘭語：Просянка）是位於烏克蘭東部的村莊，由哈爾科夫州庫皮揚斯克區的金德拉希夫卡市鎮負責管轄。該村始建於1879年，面積1.32平方公里，海拔高度155米，2001年人口685，人口密度每平方公里518.9人。